# Guechem
Guechem (hébreu : גשם « [forte] pluie ») désigne dans la liturgie juive les compositions liturgiques récitées lors de l’office supplémentaire de la fête de Chemini Atseret, en prélude à la première mention de la bénédiction de la pluie depuis la fête de Pessa'h. Cette bénédiction est ensuite récitée quotidiennement dans la prière des dix-huit bénédictions jusqu’à l’office supplémentaire du premier jour de Pessa'h.